# Acrotritia hyeroglyphica
Acrotritia hyeroglyphica är en kvalsterart som först beskrevs av Berlese 1916.  Acrotritia hyeroglyphica ingår i släktet Acrotritia och familjen Euphthiracaridae. Inga underarter finns listade i Catalogue of Life.